# Пісга (Алабама)
Пісга (англ. Pisgah) — місто (англ. town) в США, в окрузі Джексон штату Алабама. Населення — 681 особа (2020).

## Географія
Пісга розташована за координатами 34°41′4″ пн. ш. 85°50′46″ зх. д. / 34.68444° пн. ш. 85.84611° зх. д. (34.684366, -85.846010).  За даними Бюро перепису населення США в 2010 році місто мало площу 12,43 км², уся площа — суходіл.

## Демографія
Згідно з переписом 2010 року, у місті мешкали 722 особи в 309 домогосподарствах у складі 203 родин. Густота населення становила 58 осіб/км².  Було 353 помешкання (28/км²).
Расовий склад населення:
| - 96,4 % — білих - 1,5 % — корінних американців - 0,3 % — азіатів - 0,1 % — чорних або афроамериканців |

До двох чи більше рас належало 1,7 %. Частка іспаномовних становила 0,4 % від усіх жителів.
За віковим діапазоном населення розподілялося таким чином: 23,3 % — особи молодші 18 років, 59,8 % — особи у віці 18—64 років, 16,9 % — особи у віці 65 років та старші. Медіана віку мешканця становила 40,1 року. На 100 осіб жіночої статі у місті припадало 95,7 чоловіків;  на 100 жінок у віці від 18 років та старших — 88,4 чоловіків також старших 18 років.
Середній дохід на одне домашнє господарство  становив 39 239 доларів США (медіана — 26 635), а середній дохід на одну сім'ю — 50 120 доларів (медіана — 39 625). Медіана доходів становила 35 781 долар для чоловіків та 28 750 доларів для жінок. За межею бідності перебувало 31,9 % осіб, у тому числі 45,7 % дітей у віці до 18 років та 21,8 % осіб у віці 65 років та старших.
Цивільне працевлаштоване населення становило 260 осіб. Основні галузі зайнятості: освіта, охорона здоров'я та соціальна допомога — 24,6 %, будівництво — 20,0 %, виробництво — 16,2 %.